# بني خموس (المحابشة)

تعديل مصدري - تعديل

بني خموس هي إحدى قرى عزلة حجر بمديرية المحابشة التابعة لمحافظة حجة، بلغ تعداد سكانها 596 نسمة حسب تعداد اليمن لعام 2004.